# Скатная крыша

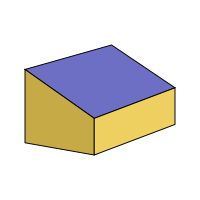
Схема односкатной крыши

Ска́тная кры́ша — один из двух основных типов устройства крыши. В отличие от плоских крыш, скатные имеют уклон поверхности (или поверхностей) для стока талых и ливневых вод. Могут быть чердачные и бесчердачные (с утеплением), с разным количеством скатов.

## Элементы скатных крыш
Помимо скатов, формировать поверхность скатных крыш могут фонари, слуховые окна, мансардные окна, люкарны и пр. Участок стены между двумя скатами называется щипцом, или фронтоном, если отделён от остальной стены карнизом.

## Типы скатных крыш
По количеству и способу сопряжения скатов различают:
- Односкатная крыша;
- Двускатная крыша;
- Вальмовая крыша и полувальмовая крыша;
- Шатровая крыша;
- Мансардная крыша.